# Sorcières de Triora
L'affaire des sorcières de Triora est un procès en sorcellerie qui se déroule au XVIe siècle dans le village fortifié de Triora, au nord de la Ligurie, dans les Préalpes au-dessus de Sanremo, non loin du col de Tende. Le village appartenait, au moment où l’affaire éclate, à la république de Gênes. 
Triora représentait à l’époque un endroit stratégique puisque, de là, on pouvait facilement gagner la France puis la Suisse, l’Allemagne et les autres pays protestants, autant que se rendre aisément dans les villes du littoral : Nice, Vintimille, et surtout Gênes, ville riche et puissante. C’était alors un bourg de 2 500 personnes et son territoire communal en comprenait environ 700 autres. Cette bourgade sise dans un lieu assez difficilement accessible au relief accidenté constituait cependant un lieu de passage très fréquenté, notamment par des hérétiques en fuite et autres prédicateurs, des hommes de troupe déserteurs, mais également des esclaves en fuite, car l’esclavage représentait un trafic très lucratif pour Gênes autant que pour Venise et les républiques maritimes en général. Papes, évêques, gens de qualité possédaient des « négrillons » dans leur suite et leurs cortèges, et les servantes de la bourgeoisie commerçante étaient souvent mauresques.
Cette affaire illustre assez bien comment se déroulait un procès pour sorcellerie devant les tribunaux de l’Inquisition et pour quelles raisons, découvrant, outre aux motifs religieux, la psychologie villageoise de l’époque, et les règlements de comptes, les vengeances transversales qui s’y manifestaient.

## Origine de l'affaire
Une famine sévissait, ce qui peut paraître curieux car la situation du village à la fin du XVIe siècle semblait plutôt florissante. Deux familles, les Borelli et les Faraldi, tiraient les ficelles de l’économie locale dont elles avaient le monopole et s’en partageaient les bénéfices.
Les Borelli étaient une famille de propriétaires terriens, et à celle-ci appartenait une certaine Franchetta qui fut accusée de sorcellerie. Unanimement considérée par ses concitoyens une femme encore agréable ayant eu des mœurs légères dans sa jeunesse, elle était riche, enviée et avait de nombreuses relations. Un autre membre de cette famille s’était trouvé impliqué dans une conspiration philo-savoyarde et fut soupçonné de pratiquer la sorcellerie.
À la famille Faraldi appartenait un chanoine qui, en 1588, fut dénoncé comme faux-monnayeur et alchimiste. Il parvint à s’enfuir mais fut condamné par contumace par un tribunal présidé par un membre d’une troisième famille assez en vue dans la contrée qui, quelque temps auparavant, avait perdu son parent, le prévôt de la ville, assassiné par un membre de la famille du chanoine. Ces deux familles s’enrichissaient très probablement en spéculant sur les denrées alimentaires de la région, en les bloquant dans leurs magasins pour les revendre aux meilleurs offrants qu’étaient les Piémontais, les Génois ou les huguenots, provoquant la disette qui accablait les villageois de Triora et alentours. Leur misère fut imputée aux sorcières.

## Le début de l'enquête
Confrontés à une famine et à la sécheresse, les paysans exaspérés et superstitieux parlaient donc de sorcières responsables de leurs maux. Le Conseil des Anciens du village demanda l’intervention d’un Inquisiteur, aux frais de la communauté. Représentant les intérêts des notables, celui-ci pensa sans doute opportun d'aller à l'encontre des superstitions paysannes, d'autant que la disette pouvait finir par susciter une rébellion sous forme de jacquerie. En 1587, le vicaire délégué par l’épiscopat à Triora se trouva confronté à une situation assez commune dans l’Europe de l’époque, le nombre des baptêmes ne correspondait pas davantage que celui des mariages au nombre des habitants. 
Une enquête sommaire fut menée en janvier 1588, 200 personnes, des femmes pour la plupart, de toutes conditions sociales, furent interrogées sous la torture. Une femme de soixante-cinq ans n’y avait pas résisté et était morte avant la fin de l’interrogatoire, une autre s’était suicidée en se jetant par la fenêtre de peur d’y être soumise, et treize femmes, quatre fillettes et un garçonnet furent inculpés. 
Dans son rapport à l’évêque de la ville d’Albenga, le vicaire Girolamo Del Pozzo déclara à toute fin justificative n’avoir utilisé le supplice des braises que sur cinq « sorcières », assurant que « le feu mis sous les pieds n’avait pas dépassé le temps maximum d’une heure » et concluait que « toutes les femmes avaient été assez bien traitées, aux frais de la communauté, et que les tourments n’avaient pas excédé la règle : si quelqu’une pensait avoir subi un tort, parce qu’estropiée ou brûlée dans les supplices, ceci était dû aux mauvais soins des médecins ou de la famille reçus après l’interrogatoire ».

## Le procès
Les femmes incriminées restèrent emprisonnées dans l’attente du verdict. En mai 1588 arriva l’Inquisiteur dominicain Alberto Fragarola pour les interroger. Toutes nièrent appartenir à une secte à l’exception d’une adolescente de 13 ans qui abjura obtenant ainsi la libération et le pardon. Il fut décidé d’envoyer ces sorcières dans les prisons de Gênes par le Gouvernement même de la république Génoise. Des protestations commençaient à lui parvenir de la part du Conseil des Anciens, porte-parole des notables de Triora qui commençaient à s’inquiéter de l’ampleur du ratissage mené par l’Inquisition, touchant ses membres même comme Franchetta, d’autant que les frais d’Inquisition pesaient financièrement sur la communauté. 
Un Commissaire spécial de l’Inquisition, Giulio Scribani, fut à nouveau envoyé à Triora dans l’été 1588, mais entre-temps il semble que les jeux politiques étaient faits, et les dés jetés quant au sort des prisonnières dont 9 étaient mortes sous la torture dans les prisons de Triora et 5 autres dans les prisons de Gênes. Sur 33 femmes accusées de sorcellerie et quelques centaines d’inculpées, il restait encore à instruire le procès de 13 femmes et un homme à Gênes. Le Commissaire était un spécialiste de la chasse aux sorcières, c’est ainsi qu’il avait fait carrière. Décidé à en découdre avec le Malin et à envoyer au bûcher tous les suspects, il élargit considérablement la chasse sur le territoire selon une tactique bien définie, encerclant le village par des « nettoyages » concentriques, pour donner l’assaut final à ce bourg fortifié, convaincu que là résidait le fond du problème.

## Les objectifs des parties en présence
L’objectif et le but du procès furent clairs : introduire la suspicion mutuelle dans le tissu social, permettant ainsi aux conflits d’exploser et de rendre nécessaire l’intervention des autorités extérieures, celles de l’État et de l’Église, pour venir à bout de la solidarité qui, dans une société paysanne traditionnelle, liait les habitants aux traditions ancestrales. L’ampleur des rites et des usages préchrétiens, concernant des milliers de personnes, était telle qu’elle constituait une véritable barrière pour la bureaucratie catholique. En outre, le réel pouvoir des « sorcières », effectivement et tacitement affiliées au culte de Diane, créait une sorte de matriarcat sur une toile de fond magico-religieuse qui contrait efficacement l’autoritarisme masculin, tant du clergé que du pouvoir politique.
Il apparaît que la majorité des femmes accusées de sorcellerie étaient des « herboristes », c’est-à-dire des guérisseuses, des femmes-médecines. Il devenait facile, dès lors, à partir de l’équation femme-médecine = sorcière, de leur attribuer la grêle, le mauvais temps et la disette ; la figure de la « sorcière » permettait toutes les accusations, même les plus absurdes et les plus invraisemblables.
Le culte de Diane prévoyait, selon Mircea Eliade, un scénario mythico-rituel composé de deux groupes rivaux incarnant plus ou moins le masculin et le féminin. Il semble que la sensibilité de ces deux groupes ait eu des orientations différentes sur l’actualité politique du temps. Le groupe masculin dont faisait partie le chanoine Faraldi était composé de faux-monnayeurs, avait créé une disette fictive par le biais de la spéculation, était probablement filo-savoyard et pensait faire passer Triora aux mains du Duc de Savoie. La congrégation féminine en revanche gagnait sa vie par l’exercice, illicite puisque relevant de la sorcellerie, de la médecine traditionnelle à laquelle tout le monde, riche ou pauvre, avait recours. Le groupe féminin entretenait en outre, probablement, des rapports avec les huguenots, se livrait à la contrebande en général, faisait circuler des livres de l’Église réformée, et pensait sans doute arracher Triora tant aux Génois qu’aux Savoyards pour créer une zone franche en Ligurie. Les choses pourraient s'être précipitées au moment où ces femmes décidèrent de ne plus passer au Protestantisme, considérant qu’elles n’avaient rien à y gagner, les protestants se comportant exactement comme les catholiques relativement aux dites « sorcières », qu’elles étaient. La congrégation masculine avait donc pris le dessus quand elle se rendit compte que le long bras de l’Inquisition pourrait bien arriver à découvrir la pratique de la fausse monnaie, et que les hommes auraient eux-mêmes bien pu finir brûlés comme sorciers. Mais il était désormais bien tard pour faire marche arrière.

## Épilogue
Les choses en restèrent là de par la volonté du Saint-Siège, excédé par le zèle du commissaire spécial Scribani dans cette affaire. Bien que le pape Sixte V ait fait paraître la bulle Caeli et terrae creator deus invoquant des mesures très sévères à l'égard de quiconque se livrait à la sorcellerie, les exactions et les irrégularités mêmes commises par son Inquisiteur dans son zèle lui firent suspendre l’enquête. Scribani fut excommunié, sombra dans la folie sans comprendre en quoi il avait failli, puis quelque temps plus tard l’excommunication dont il faisait l’objet fut levée. 
Les quelques femmes survivantes restant dans l’attente de leur procès disparurent, probablement déportées dans une autre partie des territoires génois. Dame Franchetta, torturée une première fois, fut libérée sur caution de mille écus et assignée à résidence, aux arrêts domiciliaires. Elle s’enfuit, et aurait pu disparaître à tout jamais pour fuir ses tortionnaires, sans qu'on sache pourquoi, elle décida de revenir une fois guérie de ses blessures ; peut-être pour ne pas mettre sa famille en danger, peut-être parce qu’elle s'était rendue lors de sa fuite à quelque colloque où l'assurance de bénéficier d'appuis politiques suffisants à la garantir lui avait été donnée. De retour, elle fut torturée une seconde fois, ne confessa rien et fut finalement acquittée et relaxée. Elle mourut quelques années plus tard de mort naturelle et fut inhumée en terre catholique consacrée.